# أول أ. ستانغ جونيور
أول أ. ستانغ جونيور هو شخصية أعمال نرويجي، ولد في 30 مايو 1923، وتوفي في 10 نوفمبر 1998.